# Европско првенство у атлетици за млађе сениоре 2017 — штафета 4 × 400 метара за жене
Трка штафета 4 × 400 метара у женској конкуренцији на 11. Европском првенству у атлетици за млађе сениоре 2017. у Бидгошћу одржано је 16. јула 2017. на стадиону Жђислав Кшишковјак.
Титулу освојену у Талину 2015 бранила је штафета Уједињеног Краљевства.

## Земље учеснице
Учествовале су 36 атлетичарки из 9 земаља.
1. Ирска (4)
2. Италија (4)
3. Мађарска (4)
4. Немачка (4)
5. Пољска (4)
6. Уједињено Краљевство (4)
7. Украјина (4)
8. Француска (4)
9. Чешка (4)

## Освајачи медаља
|                                                                                          |                                                                            |                                                                                  |
| Доминика Мурашевска, · Адријана Јанович, · Мариола Карас, · Александра Гаворска · Пољска | Хендрикје Рихтер, · Лаура Милер, · Нели Шмит, · Хана Мергенталер · Немачка | Дарија Ставнича, · Јана Качур, · Тетјана Малњик, · Јекатерина Климјук · Украјина |

## Сатница
| Датум         | Време | Коло   |
| ------------- | ----- | ------ |
| 16. јул 2017. | 19:38 | Финале |

## Резултати

### Финале
Такмичење је одржано 16. јула 2017. године у 19:38.,
| Пласман | Стаза | Штафета              | Атлетичарке                                                               | Време   | Белешке |
| ------- | ----- | -------------------- | ------------------------------------------------------------------------- | ------- | ------- |
|         | 7     | Пољска               | Доминика Мурашевска, Адријана Јанович, Мариола Карас, Александра Гаворска | 3:29,66 |         |
|         | 79    | Немачка              | Хендрикје Рихтер, Лаура Милер, Нели Шмит, Хана Мергенталер                | 3:30,18 |         |
|         | 5     | Украјина             | Дарија Ставнича, Јана Качур, Тетјана Малњик, Јекатерина Климјук           | 3:30,22 |         |
| 4.      | 2     | Уједињено Краљевство | Лина Нилсен, Лавија Нилсен, Џесика Тарнер, Cheriece Hylton                | 3:30,74 |         |
| 5.      | 8     | Италија              | Илениа Витале, Вирђинија Троиани, Александра Троиани, Ајомиде Фолорунсо   | 3:33,31 |         |
| 6.      | 5     | Ирска                | Софи Бекер, Мелинда Ференци, Cliodhna Manning, Siofra Cleirigh Buttner    | 3:34,87 |         |
| 7.      | 4     | Француска            | Џули Хоунсиноу, Коран Газо, Анаис Сејлер, Дебора Сананес                  | 3:36,41 |         |
| 8.      | 5     | Чешка                | Хелена Јиранова, Михаела Бицианова, Мартина Хофманова, Марцела Пиркова    | 3:38,13 |         |
| 9.      | 5     | Мађарска             | Евелин Надхази, Мелинда Ференци, Ана Сајтос, Кристина Осват               | 3:39,33 |         |